# Xã Polk, Quận Madison, Missouri
Xã Polk (tiếng Anh: Polk Township) là một xã thuộc quận Madison, tiểu bang Missouri, Hoa Kỳ. Năm 2010, dân số của xã này là 920 người.